# Оксигенія
Оксигенія (угор. Oxygénia) — науково-фантастичний роман — антиутопія угорської письменниці Клари Фехер. Вийшов друком 1974 року.

## Світ Оксигенії
Планета схожа на Землю з океанами та 17 континентами розміром з Австралію. Гравітація, температура, атмосферний тиск і час доби майже тотожні земним. 1 день розділений на 20 годин, а 1 рік на 20 місяців і 300 днів відповідно. Планетарний рік відповідає лише приблизно 0,8 земним рокам.
Населення планети становлять аеротропні розумні види гуманоїдів, представники якого надзвичайно схожі на людей.

## Зміст
Події відбуваються в 3069 році. На той час планета Земля є мирним, щасливим місцем, космічні подорожі стали звичними навіть для приватних осіб.
Молодята Петер та Джулі МакГуллівер проводять медовий місяці зі своїм маленьким космічним кораблем «HUMANITAS», наближаючись до планети BG 97 614, коли отримують попереджувальний дзвінок від сусідньої космічної станції FORTUNA-710 про необхідність не наближатися до цієї планети. Перш ніж вони зможуть вимкнутись, корабель пошкоджено мікрометеоритом. Петер повинен вийти, щоб відремонтувати його. Роблячи це, він несвідомо перетинає кордон планети і збивається на поверхню невідомою технологією.
Петер опиняється в невідомому місті (в подальшому виявляється, що це місто-оператор). Він не може зв'язатися з дружиною, що залишилася на космічному кораблі. Виявляється, що повітря переповнене отруйними речовинами, майже відсутній кисень. На щастя космічне обладнання на ньому не ушкоджено, тому він має запас кисню, оскільки це обладання дозволяє виробляти кисень та поживні речовини з навколишнього середовища.
Поступово Петер знайомиться з місцевими мешканцями, від одного з яких (ON 711 314) дізнається що планета називається Оксигенія, тут існує високорозвинена, високоіндустріалізована культура, яка страждає від проблеми величезного забруднення навколишнього середовища, яке накопичувалося протягом 1000 плантарних років (дорівнюються 800 земним).
Спочатку Петер опиняється серед найжнижчого стану. Згодом знаймиться з іншими станами. Петер дізнається, що частина найвищого стану стурбована важкою екологічною ситуацією. Проводяться численні конференції, шукаються рішення та можливості, оскільки деградація навколишнього середовища прогресує, а мешканці хворіють до тих пір, поки спільні правителі планети відомі не визнають такі зусилля марними.
Петеру за допомогою нових друзів вдається підняти два нижні стани на боротьбу з верхнім. він використовує для цього таємні тунелі між містами різних станів. Зрештою уряд великого регента Благодійника XIII повалено. За допомогою дружини, що прибуває на планету, Петеру вдається вирватися на свій корабель. В подальшому він отримує сигнал з планети, що там почалися необхідні соціальні та економічні зміни.

## Соціальні стани
На чолі знаходиться верховний регент-король, який керує планетою Йому в цьому допомагає служба безпеки. Основу економіки становлять підтриємства в складі трету «Оксигенія».
Вищий стан складається з 10 тис. жителів. До нього належать 100 родин зі 100 осіб. Усі вони мешкають у столиці Оксигенвіль десь високо в горах. За допомогою так званої іонної завіси віділений від території, де мешкають середній та нижчий стани. У мешканці Оксигенвіля ідеальна екологічна ситуація. Тут усі автоматизоване для допомоги людям, які не працюють. Натомість більшість займається розвагами, зокрема полюванням на рідкісних тварин.
Середній стан (має прізвисько «реколекціонери») складається з 5 млн жителів, що мешкають у 15 власних містах. Тут повітря з мінімум 5 % вмістом кисню. Люди мешкають в різньокольорових будинках різного розміру, куди не потрапляють отруйні речовини. На вулиці використовують дихальні апарати, але не скрізь. Є штучні кущі, дерева та газони, внутрішня система міського транспорту у вигляді бігових доріжок. Існує чіткий поділ на день й ніч. Кожна людина отримує персональну перфокартку, за допомогою якої отримує доступ до свого будинку, свого робочого місця та спільних майданчиків та машин для роздачі товарів.
Представники цього стану є людьми з особливими талантами, необхідними для досліджень та розробок. Основні групи становлять механіки, математики, хіміки, хірурги, що поділяються на підгрупи. Однак їхнім мозком маніпулюють, піддаючись багаторазовій операції та опроміненню під час тренувань, стимулюючи ділянки, необхідні для винахідництва, пригнічуючи інші області. Соціальне мислення абсолютно заборонено. Кожен повинен орієнтуватися виключно на свою сферу діяльності. Взаємодія чи навіть соціальне співіснування між ними практично не відбувається.
Побутові потреби, їжа та напої надається в повністю автоматизованих приміщеннях, але в значно кращій якості та більшій різноманітності, ніж у містах-операторах, де мешкають представники нижчого стану.
Але дозволено дружні та подружні стосунки, а також сексуальні контакти. Однак жінки змушені отримувати контрацепцію через їжу. Якщо жінка завагітніє, вона приходить в одну з автоматизованих пологових та допологових клінік, її пам'ять після народження буде стерта, потім цю жінку відправляють до міста-оператора. Також туди ж відправляють похилих людей, чиї здібності з часом втрачаються.
В печерній системі існує колонія ренегатів, чиї перфокарти були визнані недійсними. Їм допомагають співчувальники у місті, які забезпечують їх їжею та кисневими таблетками. Ренегати живуть абсолютно безкоштовно і без будь-якого контролю та впливу.
Нижчий стан (має прізвисько «носіїв хоботів») складається з 8 млрд жителів. Вони мешкають у так званих оперативних містах (в одному з них при приземленні на планету опинився Петер Мак Гуллівер). Поверхня землі темна, безплідна. Повітря тут складається тільки з димових газів усіх видів, воно містить лише сліди кисню. Через величезне забруднення природне світло не проникає на поверхню, ритм день-ніч моделюється різним ступенем освітленості.
Усі представники цього стану носять дихальні апарати (звідси їх прізвисько). Кисень існує лише у вигляді сублімуючих таблеток, які вставляються у задні контейнери дихального апарату. Ці апарати, а також взуття й одяг доступні безкоштовно та необмежено у так званих універмагах. Мешкають в однакових бетонних будинках, що не мають вікон, у формі кубу.
Представники цього стану є трудящими, які отримують за свою роботу низькі зарплати, що лише забезпечують виживання, мають 1 вихідний день на тиждень. Хто не працює, не отримує кисню і гине. Їжа з ліками, які отримують ці люди паралізують або повністю пригнічують усі мислені процеси мозку та статевого потягу, лише дозволяють виконувати важливі функції для виживання. Взаємодія чи навіть соціальне співіснування між ними практично не відбувається.